# هاريت بيلي كون
هاريت بيلي كون (بالإنجليزية: Harriette Bailey Conn)‏ هي محامية أمريكية، ولدت في 22 سبتمبر 1922، وتوفيت في 21 أغسطس 1981.